# Karkar
Karkar is een vulkanisch eiland in Papoea-Nieuw-Guinea in de provincie Madang. Het is 362 vierkante km groot en het hoogste punt is 1835 m (Mount Kunugui/Mount Uluman).
De laatste uitbarsting was mogelijk in februari 2012.
De volgende zoogdieren komen er voor:
- Wild zwijn (Sus scrofa) (geïntroduceerd)
- Echymipera kalubu (onzeker)
- Phalanger orientalis
- Petaurus breviceps
- Melomys rufescens
- Rattus praetor
- Dobsonia anderseni
- Macroglossus minimus
- Nyctimene major
- Tongavleerhond (Pteropus tonganus)
- Pteropus hypomelanus
- Pteropus neohibernicus
- Hipposideros cervinus
- Pipistrellus angulatus (onzeker)
- Pipistrellus papuanus